# Кеисуке Оба
Кеисуке Жељко Оба (Хирошима, 22. јануар 1935 — Филипини, 29. август 2002) био је јапански дипломата и правник, који је радни век провео у Министарству иностраних послова Јапана, службовао у амбасади Јапана у Београду и био амбасадор Јапана у Хрватској. По сопственој жељи сахрањен је у Београду.

## Биографија
Рођен је 1935. године у Хирошими, а у Београд је дошао средином 1965. године, када је на Факултету политичких наука у Београду уписао постдипломске студије из политичке историје Југославије. Дипломирао је и завршио специјализацију 1974. године, а након тога одлази у Јапан, где је радио у Министарству унутрашњих послова. Оба се вратио у Београд где је захваљујући одличном знању српског језика успео да 1984. године буде постављен за првог секретара амбасаде Јапана у Београду. На тој позицији био је и током НАТО бомбардовања СРЈ.
Оба је од након тога био амбасадор Јапана у Хрватској, а у то време, 2002. године се разболео и отишао на Филипине код сина Наоки Обе.
Део живота провео је у Београду, заједно са женом Утом, која је из Берлина, сином Наокијем, а имао је и брата Гоза Обу.  Причао је више језика, укључујући и српски, течно.
У време његовом службовања у СФРЈ називан је често „пријатељем српског народа”, дружио се са породицом Шумановић из Шида, потомцима српског сликара Саве Шумановића и имао велики број пријатеља у Београду.
Преминуо је на Филипинима 2002. године од последица рака, а сину Наокију са којим је комуницирао на српском језику рекао је да жели да почива на Новом гробљу у Београду. Његова урна положена је на парцели број 30, број 86 у розаријуму на Новом гробљу у Београду. Извршилац сахране био је његов брат Наоки Оба, а закуп и одржавање гробног места плаћају Јапанци и Срби. Сахрани су присустовали представници амбасаде Јапана, југословенског Министарства иностраних послова Југославије, Савезне владе Савезне Републике Југославије и бројни пријатељи.
На спомен плочи Кеисуке Оба стоји натпис :

Волео је ову земљу више од своје. Син Наоки.
Keisuke Oba - Japan
Кеисуке Оба -Жељко- 1935—2002

Душан Остојић основао је клуб пријатељства Срба и Јапанаца са циљем ширењем пријатељства међу ова два народа. Године 2003. у Српско-јапанском друштву једна од тема била је годишњица сахране Кеисуке Оба. Клуб је одржао до сада осамнаест меморијала у част Кеисуке Оба, којима су присуствовали његова супруга и брат, а први је одржан 27. септембра 2005. године.
Оба је добио улицу у Београду, у општини Раковица, у насељу Миљаковац III. У његову част од 2007. године постоји и „Парк Српско-јапанског пријатељства Кеисуке Оба” који се налази такође на Раковици.